# Алексієво-Лозовський район
Алексієво-Лозовський район Ростовської області — адміністративно-територіальна одиниця, що існувала в РРФСР у 1933—1959 роках.

## Історія
У 1933—1934 роках входив до Північної області Північнокавказького краю.
У 1934—1937 роках район входив в Північнодонський округ у складі Азово-Чорноморського краю.
13 вересня 1937 року Алексієво-Лозовський район (з центром у слободі Алексієво-Лозовська) увійшов до складу Ростовської області.
Указом Президії Верховної Ради СРСР від 6 січня 1954 року з Ростовської області була виділена Каменська область (з центром у м. Кам'янськ-Шахтинський). Територія Алексієво-Лозовського району увійшла до складу Кам'янської області.
Згідно з Указом Президії Верховної Ради РРФСР від 19 листопада 1957 року Каменська область скасовується. Алексієво-Лозовський район входить до складу Ростовської області.
У червні 1959 року Алексієво-Лозовський район було скасовано. Його територія увійшла до Чортківського району Ростовської області.